# جبل تواديل
جبل تواديل، هو جبل يقع في جبال كاتسكيل في نيويورك بين الغرب والجنوب الغربي من جريجوري تاون. يقع جبل روك ريفت من الشمال إلى الشمال الغربي، ويقع جبل باكستر شرق جبل تواديل.